# Herbertaceae
Herbertaceae, porodica jetrenjarki smještena u podred Lophocoleineae, dio reda Jungermanniales. Postoji nekoliko rodova
Porodica je opisana 1958. a rod i vrsta 1964.

## Rodovi
1. Herbertus Gray
2. Herpocladium Mitt.
3. Olgantha R.M. Schust.
4. Schisma Dumort.
5. Sendtnera Endl.
6. Triandrophyllum Fulford & Hatcher